# Microtityus vieques
Espèce
Microtityus vieques est une espèce de scorpions de la famille des Buthidae.

## Distribution
Cette espèce est endémique de Vieques à Porto Rico.

## Description
Le mâle holotype mesure 12 mm et la femelle paratype 15 mm.

## Étymologie
Son nom d'espèce lui a été donné en référence au lieu de sa découverte, Vieques.

## Publication originale
- Teruel, Rivera & Santos, 2015 : « Two new scorpions from the Puerto Rican island of Vieques, Greater Antilles (Scorpiones: Buthidae). » Euscorpius, no 208, p. 1-15 (texte intégral).